# Dušan Petković
Dušan Petković (cyr. Душан Петковић, ur. 13 czerwca 1974 w Belgradzie) – serbski piłkarz grający na pozycji obrońcy.

## Życiorys
Petković rozegrał w barwach Serbii i Czarnogóry siedem spotkań, strzelił jednego gola. Jest synem byłego trenera zespołu Ilii Petkovicia. Został powołany do składu reprezentacji na Mistrzostwa Świata w Piłce Nożnej 2006, rozgrywanych w Niemczech po tym, jak Mirko Vučinić został ranny. Jednak w rezultacie krytyki mediów i pogłosek, że to jego ojciec był sprawcą tego zdarzenia, wycofał się z udziału w imprezie.